# Matki równoległe
Matki równoległe (hiszp. Madres paralelas) – hiszpańsko-francuski dramat filmowy z 2021 roku w reżyserii Pedra Almodóvara. Zdjęcia kręcono w Madrycie i okolicach (Torrelaguna, Torremocha de Jarama).
W roli głównej wystąpiła Penélope Cruz, wyróżniona za nią Pucharem Volpiego dla najlepszej aktorki na 78. MFF w Wenecji, gdzie obraz miał swoją światową premierę jako film otwarcia imprezy. Ponadto, film był nominowany do Złotego Globu w kategoriach najlepszy film nieanglojęzyczny oraz najlepsza muzyka.

## Opis
Dwie kobiety rodzą w tym samym czasie. W szpitalu dochodzi po podmienienia dzieci, co później odkrywa jedna z matek. Nie przyznaje się jednak ona do tego, a sprawa zaczyna się coraz bardziej komplikować.
Historia głównej bohaterki, Janis, związana jest również ze sprawą ekshumacji zwłok pradziadka. Mężczyzna wraz z innymi powstańcami zginął w czasie hiszpańskiej wojny domowej z rąk nacjonalistycznych falangistów. Janis oraz lokalna społeczność starają się doprowadzić do upamiętnienia poległych.

## Obsada
- Penélope Cruz jako Janis
- Milena Smit jako Ana
- Israel Elejalde jako Arturo
- Aitana Sánchez-Gijón jako Teresa
- Rossy de Palma jako Elena
- Julieta Serrano jako Brígida